# 周口店地区
周口店地区(しゅうこうてん-ちく、中文表記：周口店地区、英文表記：Zhoukoudian)または周口店鎮は、中華人民共和国北京市房山区にある地名。北京原人の骨や上洞人の骨が発見された竜骨山があることで有名である。
周辺は「周口店の北京原人遺跡」として1987年に世界遺産に登録された。
石灰、石材の産地としても知られる。

## 交通
- 北京市内の天橋からバスで2時間程